# Donegal-Batholith
Der Donegal-Batholith ist eine große zusammengesetzte Granitintrusion im County Donegal in Irland. Die Intrusion erfolgte im Verlauf der Kaledonischen Orogenese im Silur und Unterdevon vor zirka 430 bis 400 Millionen Jahren. Der Batholith setzt sich aus mindestens acht Einzelintrusionen zusammen.

## Etymologie
Donegal wird im Irischen als Dún na nGall bezeichnet. Dún ist eine Festung, Gall bezeichnet generell Fremde, d. h. Nicht-Iren – somit Festung der Fremden (gemeint ist eine Wikingerfestung). Das Substantiv gall (abgeleitet von gallán) kann aber auch für einen Menhir verwendet werden. In der Bedeutung Fremder stammt gall vom Lateinischen gallus (Gallier).

## Geographie

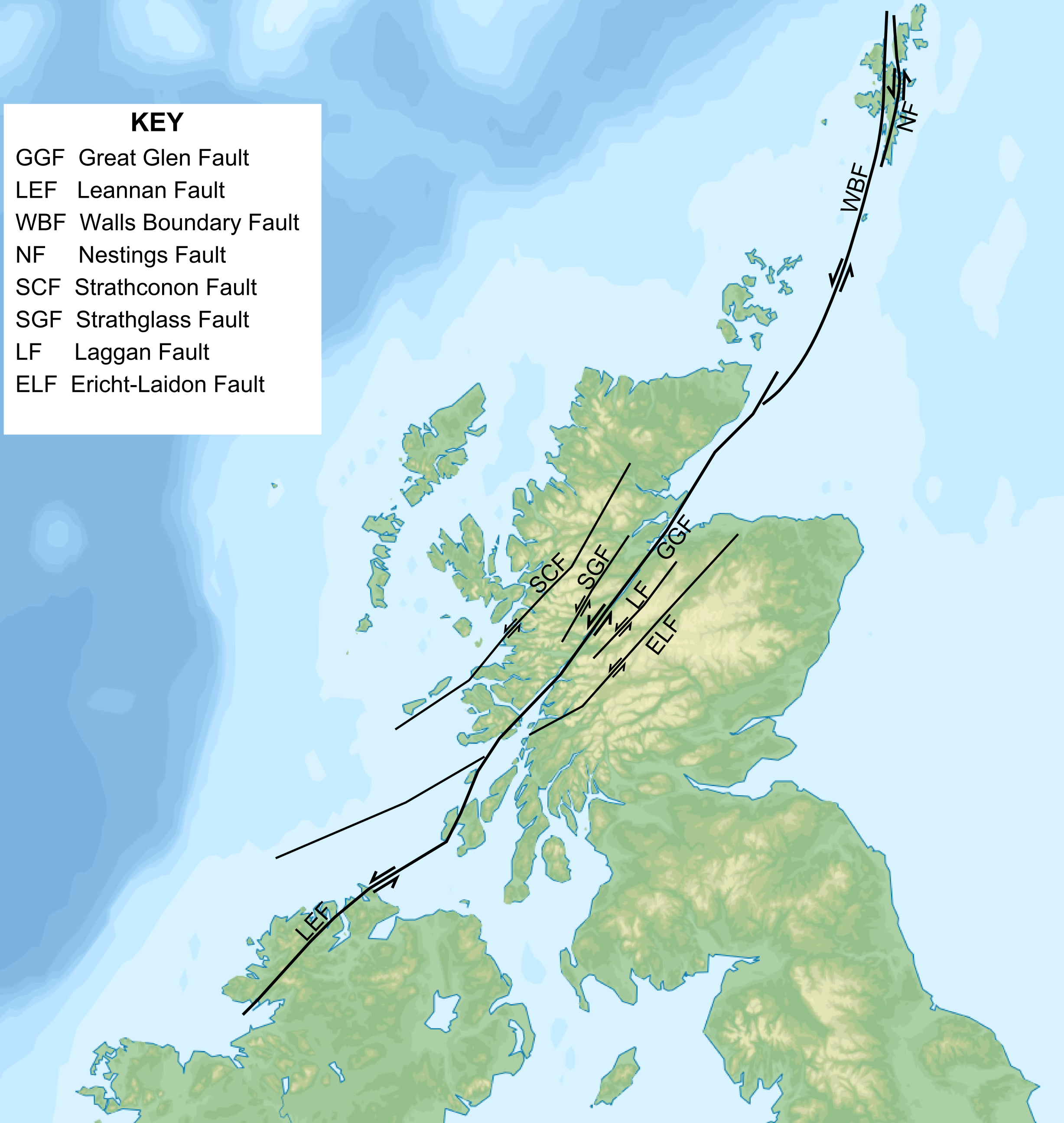
Die Leannan Fault (LEF) als Fortsetzung der Great Glen Fault (GGF)

Der mehr als 1100 Quadratkilometer große Donegal-Batholith zieht sich über 75 Kilometer in Südwest-Nordostrichtung. Er beginnt unmittelbar westlich von Ardara und erstreckt sich sodann bis Fanad Head. Die Ausstrichsbreite des Batholithen in der Nordwest-Südostrichtung lässt sich nicht genau festlegen, da der Thorr-Pluton und der Fanad-Pluton im Meer liegen, dürfte aber mehr als 20 Kilometer betragen.

## Allgemeine Einführung
Der Donegal-Batholith bildete sich gegen Ende der Kaledonischen Orogenese im Zeitraum 418 bis 397 Millionen Jahre (im Unterdevon). Neuerdings wird auch von einem etwas älteren Zeitraum von 430/428 bis 400 Millionen Jahre ausgegangen (Silur, Wenlock bis Emsium). Der Batholith wird zu den Newer Granites (bzw. Younger Granites) gerechnet, die während der Skandischen Orogenese (437 bis 415 Millionen Jahre) – der Endphase der Kaledonischen Gebirgsbildung – aufdrangen. Hierbei kollidierte Laurentia schräg mit Ost-Avalonia und Baltica, der dazwischenliegende Iapetus verschwand gegen 425 Millionen Jahren und es entstand Laurussia. Die Iapetus-Sutur verläuft in Irland in Nordost-Südwestrichtung von Clogherhead im County Louth bis zur Dingle-Halbinsel im County Kerry. Der Batholith sitzt somit in Krustengesteinen Laurentias.
Es wird angenommen, dass die Intrusion des Batholithen entlang einer bedeutenden, links verschiebenden, Südwest-Nordost-streichenden Scherzone erfolgt war, welche etwa 5 Kilometer nordwestlich parallel zur sinistralen Seitenverschiebung der Leannan Fault verläuft. Die Leannan Fault ist eine Fortsetzung der Great Glen Fault in Schottland und bildet eine tektonische Grenzlinie innerhalb des Grampian-Terrans. Der für die Intrusion benötigte Raum wurde vorwiegend durch die sinistrale Bewegung an der SW-NO-Scherzone eröffnet. Gleichzeitig wurde eine weitere Störungszone reaktiviert, welche in Südsüdwest-Nordnordost-Richtung (N 013) verläuft und in etwa die Zentren des Ardara-Plutons, des Trawenagh-Bay-Plutons, des Rosses-Plutons und des Thorr-Plutons durchzieht.
Die Platzname des Batholithen erfolgte auf Mittkrustenniveau innerhalb der Dalradian Supergroup, und zwar hier in der Creeslough Succession, die zur Appin Group gehört und mit der Ballachulish Subgroup in Schottland korreliert. Die Dalradian Supergroup ist eine mächtige metasedimentäre Abfolge (mit mafischen Metavulkaniten), die ab dem ausgehenden Neoproterozoikum vor 800 Millionen Jahren am östlichen Kontinentalrand von Laurentia abgelagert worden war – darunter Glimmerschiefer, dolomitische Schiefer und gestreifte und gebänderte Quarzite. Die Sedimentation dauerte bis ins Unterkambrium vor 510 Millionen Jahren. Die Ballachulish Subgroup bzw. die Ballachulish Slates wurden mit rund 660 Millionen Jahren datiert – was dem Cryogenium entspricht Allgemein wurde der Appin Group ein Alter von 659 bis 645 Millionen Jahren zugewiesen.

## Entstehung

Geologische Karte von Irland, der Donegal-Batholith (braunrot) intrudiert im Norden das Dalradian (gelb)

Geochemie und Alter der einzelnen Granitintrusionen sprechen gegen ein Subduktionsmodell. Es wird angenommen, dass Subduktionsvorgänge im Orogen bereits vor 419 Millionen Jahren im Silur zu Ende gegangen waren. Für die granitischen Schmelzen besteht ferner keinerlei Anzeichen für die Beteiligung von MORB oder heißer Asthenosphäre. Ein Abbrechen des subduzierenden Keils am Ende der Subduktion würde ein Aufwallen heißen Asthenosphärenmaterials nach sich ziehen und dadurch ein Aufschmelzen der überlagernden Lithosphäre bewirken – verbunden mit der Entstehung lamprophyrischer Magmen, Underplating (Unterschichtung) und krustalen Injektionen.
Womöglich sind die granitischen Magmen eine Folge von partiellem Aufschmelzen der lamprophyrischen Unterschichtung oder ein Differentiationsprodukt der lamprophyrischen Magmen. Weiteres Aufwallen würde den partiellen Aufschmelzgrad innerhalb der Erdkruste erhöhen und gleichzeitig die in den Graniten enthaltene Mantelkomponente verringern. Dies stimmt mit dem generell beobachtbaren Wechsel von mafischeren zu mehr felsischen Zusammensetzungen der Plutone im Laufe der Zeit überein – gekoppelt mit einer Reduzierung der Barium- und Strontiumgehalte.

## Aufbau
Der Donegal-Batholith setzt sich aus mindestens acht Einzelintrusionen zusammen:

### Main Donegal Granite
Der Main Donegal Granite ist der bedeutendste Pluton, er ist 44 Kilometer lang und 10 Kilometer breit. Seine Längsachse erstreckt sich in der Nordost-Südwestrichtung. Er ist ein schichtartig aufgebauter Pluton, der synkinematisch in die Nordost-Südweststreichende duktile Scherzone intrudiert wurde. Auffallend sind floßartige Züge, deutliche Farbbänderung und eine interne Foliation.
Am Main Donegal Granite lassen sich drei Intrusionsphasen erkennen. Die erste Phase besteht aus einem feinkörnigen Granodiorit, der im Dalradian Platz nahm. In der zweiten Phase folgten geschichtete Tonalite, die sowohl in den Granodiorit der ersten Phase als auch in das Dalradian eindrangen. Die dritte Phase zeichnet sich durch voluminöse, porphyritische Monzogranite aus (Price, 1997). Diese inserierten sich in Rissen der Granodiorite und Tonalite, nachdem diese sich bereits ausreichend abgekühlt hatten.
Es wird vermutet, dass sich vermittels der Scherzone individuelle Magmenlagen zeitweilig auf einer Flankenseite verhafteten, sich dann nach außen aufbogen und so weitere Magmenpulse ansogen. Die Foliation im Main Donegal Granite ist sehr wahrscheinlich tektonischen Ursprungs (und nicht magmatisch), sie ist steilstehend und verläuft mehr oder weniger parallel zur Bänderung, deren Ursprung noch nicht ganz aufgeklärt ist. Berger (1971) verknüpft die Bänderung mit der Gegenwart bzw. dem Fehlen von Alkalifeldspat. Die linearen Floßzüge bestehen aus Xenolithen des Thorr-Plutons, aus Metadolerit, aus Metasedimenten des Dalradians, aus Appiniten und aus Ardara-Plutonit. Einzelne Flöße erreichen ein paar Meter, jedoch können Einzelexemplare bis zu einem Kilometer lang werden. Die Kontaktaureole ist intensiv verformt und zeigt Neuwachstum von Cordierit, Andalusit und Sillimanit.

### Trawenagh-Bay-Pluton
Der Trawenagh-Bay-Pluton liegt am Südwestende des Main Donegal Granite und ist ihm petrographisch sehr ähnlich, er ist aber im Gegensatz nicht foliiert. An seiner Nordseite berührt er den Rosses- und den Thorr-Pluton. In ihm lassen sich drei Granittypen deutlich unterscheiden. Am Außenrand befindet sich ein Biotit-Monzogranit, weiter nach innen folgt dann ein Biotit-Muskovit-Monzogranit und im Zentrum schließlich ein aplitischer Biotit-Muskovit-Mikrogranit. Die Intrusionsform wird als Lakkolith gedeutet. Der Hauptteil des Plutons zeigt nur schwache Indizien für sichtbare Deformation. Dennoch finden AMS-Studien Hinweise auf ein konsistentes Lineargefüge in Ost-West-Richtung. Dies wird mit einem nach Westen gerichteten Abfluss aus der Magmakammer des Main Donegal Granite in den Trawenagh-Bay-Pluton gedeutet. Price und Pitcher (1999) sind der Ansicht, dass der Trawenagh-Bay-Pluton gegen Ende der Seitenverschiebungen schichtartig gestapelt an der Außenflanke der Scherzone intrudiert wurde.

### Thorr-Pluton
Der Thorr-Pluton ist mit 800 Quadratkilometer eine der größten Teilintrusionen des Donegal-Batholithen. Sein genaues Ausmaß ist jedoch unbekannt, da ein Großteil der Intrusion im Atlantik liegt. Der recht große Pluton hat einen zonaren, schichtigen Aufbau mit steil einfallenden Seitenkontakten. Seine Platznahme erfolgte durch so genanntes Stoping (trittförmiges Eindringen von unten), wobei viele Xenolithen des Wirtsgesteins mitgerissen wurden. Die Dachregion im Süden des Plutons besteht aus Quarzdiorit, der zahlreiche Xenolithen führt, welche eine markante Geisterstratigraphie vortäuschen. Die Intrusion wird von einer breiten Hornfelszone aus Sillimanit-Andalusit-Cordierit umrahmt, welche das vorangegangene regionalmetamorphe Mineralgefüge überprägt.
Der Thorr-Pluton wird an seinem Nord- und an seinem Südende von Nordost-Südweststreichenden, sinistralen, duktilen Scherzonen begrenzt – und unterlag somit einer Ost-West-Streckung. Er umschließt vollständig den Rosses-Pluton. Im Westen berührt er den Toories-Pluton und im Süden den Trawenagh-Bay-Pluton und den Main Donegal Granite.

### Ardara-Pluton
Der Ardara-Pluton zeigt auf der geologischen Karte ein nahezu kreisrundes Muster, welches tränentropfenartig in die östliche Richtung ausgelängt ist. Er liegt auf der Nordost-Südweststreichenden duktilen Scherzone des Main Donegal Granite, den er im Osten berührt. Der Großteil seiner Außenhülle bildet den ältesten Magmenpuls und besteht aus einem grobkörnigen Monzodiorit bzw. feldspathaltigen Quarzdiorit (G 1). Weiter nach innen folgt ein ringförmiger, Großkristalle enthaltender, aphyrischer Tonalit-Granodiorit (G 2). Im Zentrum der Intrusion liegt als jüngster Magmenpuls ein grobkörniger, porphyritischer Granodiorit (G 3) vor.
Der Ardara-Pluton ist ein klassisches Beispiel für einen sich aufblähenden Pluton. Ursprünglich wurde er noch als Diapir angesehen, sein Aufblasen konnte aber 1979 von Holder nachgewiesen werden, welcher anhand von verformten Einschlüssen eine in Richtung Plutonrand anwachsende Verformungsrate aufzeigen konnte. Die angestiegene Deformation konnte mit den drei konsekutiven Magmapulsen in Verbindung gebracht werden.
Obschon Paterson und Vernon (1995) den Ardara-Pluton als nestartigen Diapir interpretierten, der durch stoping auf passive Weise Platz nahm, so kamen Molyneux und Hutton (2000) aufgrund der Verformungen zur Ansicht, dass über 80 Volumenprozent des Plutons in den ersten vier Kilometern der Wirtsgesteine intrudierten und dass daher ein Aufblähen als plausibelstes Modell anzusehen ist. Die Kontaktaureole kennzeichnet sich durch intensive Deformation – so entstand eine neue Schieferung in den Wirtsgesteinen und bereits gebildete Falten verengten sich. Die innere Kontaktaureole führt Sillimanit, Granat und Cordierit, die äußere hingegen Staurolith, Disthen und Andalusit.
Der Ardara-Pluton wurde mittels der Uran-Blei-Methode an Zirkonen auf den Zeitraum 427 bis 423 Millionen Jahre datiert (Ludlow – 427 ± 4 Millionen Jahre, 426 ± 3 Millionen Jahre und 423 ± 5 Millionen Jahre). Titanitalter gehen bis 432 Millionen Jahre zurück, die jüngsten Alter liegen bei 418 Millionen Jahren.

### Rosses-Pluton

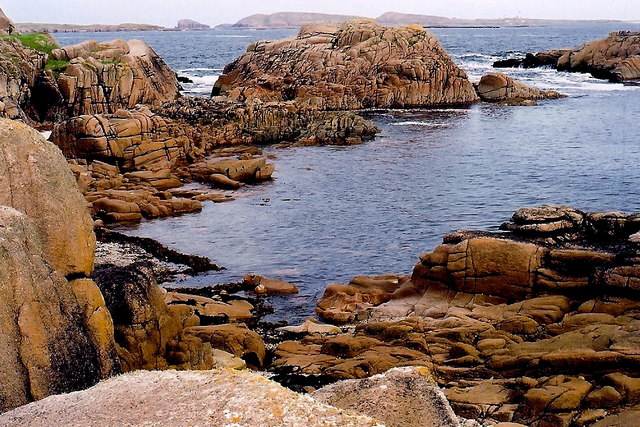
Granitfelsen des Rosses-Plutons an der Inishfree Bay

Der nahezu kreisförmige Rosses-Pluton liegt innerhalb des Thorr-Plutons und berührt im Süden den Trawenagh-Bay-Pluton. Er hat ebenfalls einen konzentrischen Aufbau. Die äußere Schale besteht aus einem mittelkörnigen Granit. Weiter nach innen wird der Granit grobkörniger, dies ist jedoch im Südabschnitt nicht der Fall. Der Zentralteil der Intrusion wird größtenteils von einem feinkörnigen Granit gestellt, welcher örtlich kleine Muskovit-reiche Granitkörper absondern kann. Der aus bogenförmigen Lagen bestehende Randgranit wird von vier konzentrischen Monzogranitkörpern (G 2 bis G 5) geschnitten, welche durch mehrfachen Calderaeinbruch Platz nahmen. Wallace S. Pitcher (1992) dokumentiert einen messerscharfen, nach außen einfallenden Innenkontakt zwischen den einzelnen Einheiten – was vermuten lässt, dass jeder einzelne Granitpuls auf einen bereits verfestigten Vorläufer traf. Hall und Walsh (1971) dokumentieren das Vorkommen von Beryll in Greisen, in beryllhaltigen Pegmatiten und beryllhaltigen Quarzadern.

### Fanad-Pluton

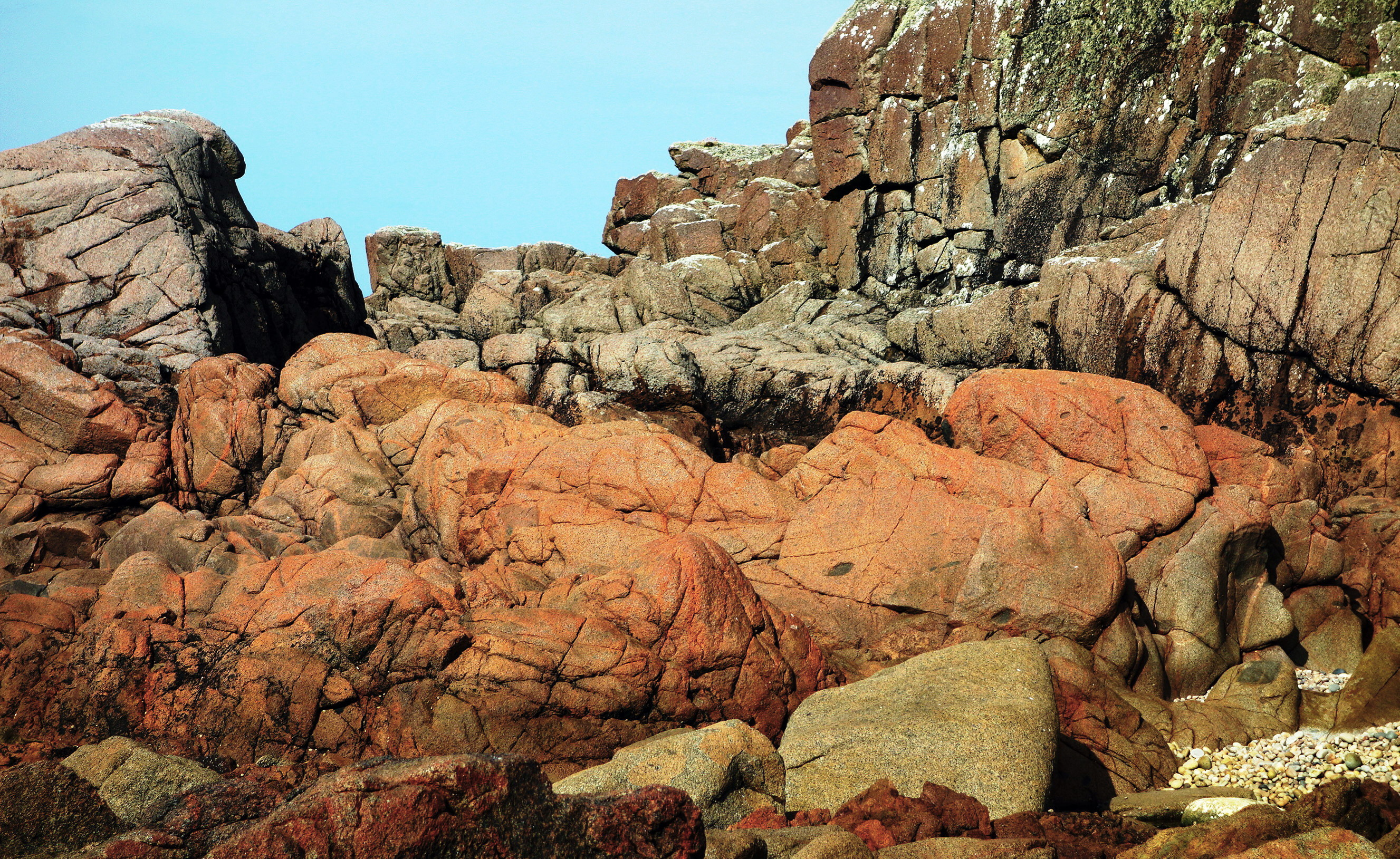
Granodiorit am Fanad Head

Der Fanad-Pluton setzt sich aus drei unterschiedlichen Granitoiden zusammen, wobei der Hauptanteil des Plutons im Meer liegt. Die vorherrschenden Gesteinstypen sind Quarzmonzodiorit, Granodiorit und Granit. Seine Randzone ist monzodioritisch, sein Kernbereich besteht aus einem grobkörnigen, rosafarbenen Granit. Die Intrusion wurde mittels Rubidium/Strontium auf 402 ± 10 Millionen Jahre datiert (Unterdevon, Emsium). 
Auch der Fanad-Pluton ist ein großer tischartiger Schichtkörper, der ebenfalls durch passives Stoping Platz nahm. Sein Südende berührt die duktile Hauptscherzone des Main Donegal Granite und zeigt Streckung in Nordost-Südwestrichtung. Der Pluton manifestiert sowohl Magmenvermischung (engl. mixing) als auch Magmendurchdringung (engl. mingling), die sich durch Mikrodioriteinschlüsse zu erkennen geben. Die Mikrodiorite stammen womöglich aus den Appiniten. Der Pluton besitzt eine breite, statische Kontaktaureole.

### Toories-Pluton
Der Toories-Pluton findet sich auf ein paar Inseln vor der Westküste Donegals und wurde bisher nur wenig untersucht. Er berührt auf seiner Ostseite den Thorr-Pluton. In einigen Aufschlüssen steht ein Quarzmonzodiorit und ein Monzotonalit an. Auch wurden bisher noch keine Datierungen vorgenommen. Geländeverhältnisse geben aber zu erkennen, dass der Toories-Pluton jünger als der Thorr-Pluton sein muss, jedoch etwas älter als der Rosses-Pluton ist. Der Innenaufbau des Plutons scheint dem Ardara-Pluton zu ähneln. Dies legt nahe, dass es sich beim Toories-Pluton ebenfalls um eine aktive, kraftvolle Intrusion handelt. Der Pluton ist ballonförmig aufgebläht (Englisch ballooning) und entwickelt in der Randzone eine gut ausgeprägte Foliation. Wie auch der Ardara-Pluton enthält er abgeflachte Einschlüsse und verformtes Wirtsgestein.

### Barnesmore-Pluton

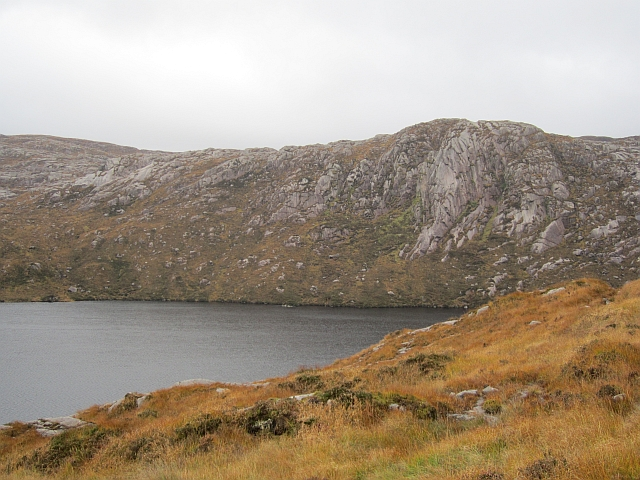
Der Barnesmore-Pluton am Lough Belshade. Der markante Vorbau ist ein bekannter Kletterfelsen.

Der Barnesmore-Pluton liegt südwärts der Leannan Fault, abgetrennt vom restlichen Donegal-Batholith. Er intrudierte in die Lough Mourne Formation und in die Lough Eske Formation. Wegen schlechter Aufschlussverhältnisse wurde er bisher nur wenig untersucht. Es wird angenommen, dass er durch einen Caldera-Einbruch entstand. Er wurde sodann von zwei größeren sinistralen Seitenverschiebungen durchsetzt.
Auch hier wurden drei petrologische Fazies unterschieden – eine Granodiorit- und zwei Granitfazies (G 1, G 2 und G 3). Im Vergleich zu anderen Abschnitten des Batholithen ist der Barnesmore-Pluton an Uran und Thorium angereichert. Stellenweise wurde der ursprüngliche Biotit-Monzogranit sehr stark in ein Gestein mit Syenit-Mineralogie umgewandelt, welches aufgrund von Metasomatose total an Quarz verarmt ist.
Der Barnesmore-Pluton konnte mittels Rubidium/Strontium auf 397 ± 7 Millionen Jahre datiert werden (Unterdevon, Emsium).

## Appinite
Assoziiert mit dem Ardara-Pluton finden sich im Dalradian zahlreiche kleinere Intrusionskörper von Appinit, die als kleine Kuppeln, Schichtkörper und Gänge auftreten und als Einschlüsse mit Lamprophyren assoziiert sind. Appinite sind Magmatite reich an Hornblende und Plagioklas mit An20 bis An60 (grobkörnige Hornblende-Diorite und Hornblende-Gabbros) und bilden eine bimodale (mafisch-felsische) Gesteinsserie mit Hornblende als dem dominierenden mafischen Mineral. Sie können auch ultramafisch ausgebildet sein. Hornblende tritt hierbei als größere prismatische Phänokristalle in einer feineren Grundmasse auf.
Viele Appinite finden sich in der Nähe des Ardara-Plutons (French, 1977), aber auch um den Thorr- und den Fanad-Pluton, andere wiederum folgen einem linearen Trend zwischen dem Ardara- und dem Barnesmore-Pluton. Sie erscheinen oft als Gasintrusionsbrekzien. Ihre Tuffisite entstanden durch die Explosion von hauptsächlich Wasserdampf. Die Appinite und auch die Gasbrekzien sind sehr wahrscheinlich aus mafischen Mantelschmelzen hervorgegangen, welche an einer Gasphase und an Kalium angereichert waren (Pitcher, 1997). 
Die Appinite konnten mit 434 bis 433 Millionen Jahre datiert werden und stammen aus dem mittleren Silur. Sie sind somit geringfügig älter (bzw. nahezu gleichen Alters) als das Anfangsstadium des Donegal-Batholithen. Es wird angenommen, dass die Appinitintrusionen entlang tiefreichenden Krustenstörungen erfolgten, so dass sich mafische und felsische Magmen miteinander vermischen konnten. Die Appinitmagmen bildeten sich wahrscheinlich durch Aufschmelzen subkontinentalen Lithosphärenmantels, der zuvor metasomatisiert worden war. Eine mögliche Quellregion ist auch unterschobene mafische Kruste, die während ihres Schmelzaufstiegs nur eine geringe krustale Kontamination erlebte.

## Lamprophyre
Auch Lamprophyrgänge erscheinen in der Umgebung des Ardara-Plutons und stehen mit den Appiniten in genetischem Zusammenhang. Sie intrudieren vorrangig die Metasedimente des Dalradians. Sie sind mafischer Zusammensetzung und ähneln in ihrer Geochemie den Appiniten. Wie auch die Appinite zeigen sie subalkalischen Gesteinscharakter mit kalkalkalischen und tholeiitischen Tendenzen. Ihre Spurenelemente deuten darauf hin, dass ihre Mantelquellregion von Subduktionsflüssigkeiten kontaminiert worden war.
Die Lamprophyrgänge intrudieren Appinite und Brekzienintrusionen und zum Teil auch als Lagergänge die Wirtsgesteine der Dalradian Supergroup. Gleichzeitig können sie ihrerseits von Appiniten durchsetzt werden. Die Gänge kennzeichnen sich durch Phänokristalle aus Hornblende und Phlogopit und untergeordnet auch durch Klinopyroxen. Ihre recht diverse Matrix enthält Plagioklas, Biotit, Pyroxen und Amphibol. Als Varietät erscheinen auch Hornblendite, die vorrangig aus idiomorpher Hornblende aufgebaut sind mit einer von Plagioklas dominierten feinkörnigen Matrix. Gelegentlich kommt auch interstitieller Quarz vor.
Idiomorphe mafische Minerale definieren eine Foliation, die parallel zur Krenulationsschieferung in den Metasedimenten verläuft und somit auf eine synkinematische Platznahme der Lamprophyre während der skandischen Phase verweist.
Das Alter der Lamprophyre wird allgemein mit 431 bis 416 Millionen Jahren angegeben. Eine Probe am Barnesmore-Pluton ergab 437 ± 5 Millionen Jahre.

## Weitere Mafite
Mafische Einschlüsse und Mineralaggregate sind im Ardara-Pluton, im Thorr-Pluton, im Fanad-Pluton und im Main Donegal Granite nicht ungewöhnlich. Die Einschlüsse sind unregelmäßig geformt und variieren in ihrer Größendimension von mehreren Millimetern bis hin zu 3 Meter im Durchmesser. Auseinandergerissene Einschlüsse weisen darauf hin, dass sich mafische und granitische Magmen miteinander vermischt haben (magma mingling). Die Mineralogie der Einschlüsse besteht vorwiegend aus Plagioklas, Biotit und Hornblende (teilweise ersetzt durch Chlorit und Aktinolith), sowie untergeordnet aus Quarz, Mikroklin, Titanit, Klinopyroxen, Epidot, Zirkon, Apatit und Pyrit. Einige Einschlüsse enthalten auch Phänokristalle aus Plagioklas.
Der mafische Magmatismus ist vorwiegend frühsilurisch.

## Petrologie
Die Granitoide des Donegal-Batholithen dürften unter sämtlichen Newer Granites der orthotektonischen Zone in den Britischen Kaledoniden wahrscheinlich die höchste Variabilität in Intrusionsverhalten und geochemischer Zusammensetzung belegen. Ihr Magmatismus ist post-orogen und ihre thermische Metamorphose weist darauf hin, dass die Plutone in dasselbe Krustenniveau aufdrangen – und zwar in niedrig-gradige, regionalmetamorphe Sedimente des Dalradians. Als kohärente Gruppe tragen sie zum Verständnis des spätkaledonishen Plutonismus bei.
Der Donegal-Batholith wird nach Atherton und Ghani (2002) petrologisch hauptsächlich von Monzograniten und Granodioriten aufgebaut, untergeordnet sind Tonalite und Quarzdiorite. Die Granitoide sind metaluminos bzw. hypaluminos, d. h. A'/F < 0. Sie gehören dem intrusiven I-Typus an (mit Al/K+Na+Ca < 1,1) und werden durch die Gegenwart von Amphibol, Titanit und Allanit charakterisiert, primärer Muskovit ist so gut wie nicht vorhanden. Sie gehören ferner zur kalkalkalischen Hoch-K-Serie. Ihr I-Typus geht konform mit ihrem niedrigen 87Sr/86Sri-Verhältnis (typischerweise < 0,707). Dennoch unterscheidet sich der Donegal-Batholith von den I-Typus-Batholithen der pazifischen Andenkordillere. Im R1-R2-Diagramm nach De la Roche u. a. (1980) liegen sämtliche Granitoide Donegals im spätorogenen Feld bzw. im postkollisionären Heraushebungsfeld, wohingegen der Küstenbatholith der Anden ins präkollisionäre Feld fällt – was sich durch die Subduktion unter den Kontinentalrand erklärt (Pitcher, 1985).
Charakteristisch sind ferner hohe Gehalte an Barium (bis zu 4400 ppm) und Strontium (bis zu 2100 ppm), relativ hohe Zirkongehalte (bis zu 450 ppm) und ein hohes Verhältnis von La/Yb (bis zu 96).

## Entwicklung des Batholithen
Hutton (1982) ist der Ansicht, dass die angesprochene Scherzone zuerst den Magmen des Thorr- und möglicherweise auch des Fanad-Plutons einen Freiraum eröffnete. Sodann blähten sich der Toories- und der Ardara-Pluton an der unter Kompression stehenden Spitze der Haupt-Scherzone auf. Nachdem sich die Scherzone weiter entwickelte und öffnete, wurde der Main Donegal Granite in den Ausdehnungssektor als mehrere schichtige Lagen hineingesogen. Unterdessen öffneten die assoziierten Zugspannungen an den relativ spröden Rändern der Scherzone Risse, die sowohl die Intrusion des Trawenagh-Bay-Plutons in gestapelten Schichtpaketen ermöglichten und auch den Rosses-Pluton als kollabierende Caldera in einer dieser Schichtpakete dirigierten.

## Datierungen
Der Donegal-Batholit wurde in mehreren Pulsen zusammengesetzt, welche vor 431 ± 6 Millionen Jahren begannen (älteste Appinitprobe) und gegen 404 bis 400 Millionen Jahren endeten (Granitproben des Trawenagh-Bay-Plutons und des Main Donegal Granite). Der Batholith ist somit zeitgleich mit den Newer Granites in Schottland und Irland.
Der Ardara-Pluton entstand zwischen 431 und 423 Millionen Jahren. Der Fanad-Pluton fällt in den Zeitraum 422 bis 411 Millionen Jahre. Der Thorr-Pluton besitzt Alter zwischen 420 und 408 Millionen Jahren. Der Main Donegal Granite bildete sich im Zeitraum 419 bis 400 Millionen Jahre. Die Scherzone war somit bis 400 Millionen Jahre aktiv. Der Rosses-Pluton lieferte ein Einzelalter von 418 ± 5 Millionen Jahre und der Barnesmore-Pluton 412 ± 6 Millionen Jahre. Der Trawenagh-Bay-Pluton als jüngste Intrusion erbrachte ein approximatives Alter von 404 ± 10 Millionen Jahre.